# Conducta (película)
Conducta es un largometraje cubano de ficción de 2014, escrito y dirigido por Ernesto Daranas. Narra la historia de Chala, un niño habanero de 11 años que vive con su madre adicta y entrena perros de pelea para sobrevivir, y de Carmela, su profesora de sexto grado, que lucha para evitar que el niño sea enviado a una escuela de conducta.
Se estrenó en Cuba en febrero del 2014. La premier fuera de Cuba tuvo lugar en el Festival de Málaga, donde ganó, en la sección Territorio Latinoamericano, los premios a la mejor película, mejor dirección, premio del público y mejores actuaciones para los dos protagonistas, dando inicio a su exitoso recorrido internacional.
Al igual que Los dioses rotos, la anterior película de Ernesto Daranas, Conducta fue un éxito de público en su país y se eligió como la candidata de Cuba para los Premios Oscar (87th Academy Awards) en la categoría de Mejor Película en Lengua Extranjera.
Tanto el niño que interpreta a Chala como el resto de los actores infantiles no tenían experiencia actoral previa y algunos provenían de los mismos entornos marginales que retrata el filme. La naturalidad del casting infantil es uno de los aspectos más celebrados por la crítica y mereció, además de los premios al actor protagonista, un premio de mejor actuación al conjunto de los niños de la película en la 17 edición de Rencontres du Cinéma Sud-Americain de Marseille (Francia).
El personaje de la maestra Carmela fue el último papel en la pantalla grande de Alina Rodríguez, actriz multipremiada y muy querida por el público cubano, quien falleció inesperadamente al año siguiente del estreno de la película.

## Sinopsis
Chala tiene once años, vive solo con su madre adicta y entrena perros de pelea para buscar un sustento económico. Este entorno de violencia a veces sale a relucir en la escuela. Carmela es su maestra de sexto grado y el muchacho siente un gran respeto por ella; pero cuando Carmela enferma y se ve obligada a abandonar el aula durante varios meses, una nueva profesora, incapaz de manejar el carácter de Chala, lo traslada a una escuela de conducta. A su regreso, Carmela se opone a esta medida y a otras transformaciones ocurridas en su clase. La relación entre la veterana maestra y el niño se hace cada vez más fuerte, pero este compromiso pondrá en riesgo la permanencia de ambos en la escuela.

## Intérpretes
- Armando Valdés Freire como Chala
- Alina Rodríguez como Carmela
- Silvia Águila como Raquel
- Yuliet Cruz como Sonia (madre de Chala)
- Armando Miguel Gómez como Ignacio
- Amaly Junco como Yeni
- Miriel Cejas como Marta (profesora sustituta)
- Idalmis García como Mercedes (directora de la escuela)
- Tomás Cao como Carlos (director de la escuela de conducta)
- Héctor Noas como Pablo (padre de Yeni)
- Aramís Delgado como Asesor
- Yoan Angarica como Yoan (amigo de Chala)
- Richard Andrade como Richard (amigo de Chala)
- Cristian Guerra como Niño (rival de Chala)
- Roxana Pérez como María Paula (amiga de Yeni)
- Roque Moreno como Policía
- Anniet Forte como Mirta

## Guion
En varias entrevistas, el director/guionista refiere que la escritura del guion fue un proceso colectivo organizado en forma de taller para los estudiantes de la Facultad de Arte de los Medios de Comunicación Audiovisual del Instituto Superior de Arte (ISA). De esos estudiantes, siete fueron escogidos para participar también en la preproducción y el rodaje de la película. Uno de ellos refirió que, inicialmente, la historia tenía cuatro personajes infantiles de similar importancia y se fue centrando en uno solo paulatinamente.
Daranas también ha contado que existen elementos autobiográficos en la historia: las escapadas a la línea del tren para afilar los bordes de las chapas de botella y el reto de cruzar la bahía a nado, son algunos elementos de su niñez en La Habana Vieja que incorporó al guion. Una maestra que tuvo en su niñez, llamada Noemí Heredia, también inspiró parcialmente el personaje de Carmela. La mayor inspiración, sin embargo, provino de otra maestra real de La Habana Vieja llamada Carmela que impartió clases al hijo menor del director en la escuela primaria. Esta maestra participó en la revisión del guion y escribió todos los textos que aparecen en la pizarra del aula de Carmela en la película.

## Producción
La película fue producida por el Ministerio de Cultura, el Instituto Cubano de Arte e Industria Cinematográficos (ICAIC) y RTV Comercial, con la colaboración de la Asociación Cubana del Audiovisual y la Facultad de Arte de los Medios de Comunicación Audiovisual (FAMCA) del Instituto Superior de Arte (ISA).
El personal estuvo parcialmente integrado por especialistas que ya habían trabajado con Daranas en Los dioses rotos (2008), su debut cinematográfico. Entre ellos: Erick Grass en la dirección de arte, Vladimir Cuenca en el diseño de vestuario, Juan Antonio Leyva y Magda Rosa Galbán como compositores de la música original, Osmany Olivare como diseñador de banda sonora y Pedro Suárez como montador. Estos dos últimos estuvieron a cargo también de la postproducción de la tercera película de Daranas, Sergio y Serguéi (2017). Pedro Suárez ha sido, además, el montador de gran parte de la producción televisiva de Daranas, anterior a su debut en el cine.
Para encontrar a los protagonistas infantiles los realizadores hicieron un casting de más de siete mil niños. En palabras del director: “Comenzamos por un casting masivo al que fueron miles de niños, la mayoría traídos por sus padres. Nos sirvió para entender que los muchachos que buscábamos no nos iban a llegar por esa vía. Fue entonces cuando los siete estudiantes de la FAMCA comenzaron el verdadero casting de Conducta recorriendo, una por una, las [escuelas] primarias y secundarias de Cerro, Centro Habana y Habana Vieja. Así logramos conformar un excelente grupo de muchachos, algunos de ellos con problemáticas muy similares a las que abordábamos y que hicieron muchos aportes a la historia. Mariela López, nuestra directora de casting, fue muy importante en este proceso.”
Armando Valdés, el niño que interpreta a Chala, llegó el último día de casting y fue inicialmente rechazado, pero el director le pidió que regresara. En una entrevista para el sitio digital Cubacine, Daranas recuerda sobre este proceso: “Nosotros buscábamos a un niño que tuviera algunos de los atributos esenciales del personaje. Fue un proceso descubrir que Armando podía lograr eso a partir del trabajo que se hizo con él y de su talento innato para la actuación. Él interpretó realmente a Chala, a diferencia de otros niños de la película que ―con mucho talento también― estaban más próximos a los personajes que representaron. En un momento, empecé a preguntarme si no era Chala el que debía acercarse un poco a Armando, y eso abrió el espacio necesario para que él me revelara facetas que yo no sabía que su personaje podía tener.”
Los niños, dependiendo de sus personajes, recibieron entrenamiento de boxeo, natación, danza, y manejo de animales. En los talleres de actuación, dirigidos por Mariela López, se trabajó sobre improvisaciones y sobre escenas que no estaban en el guion.
La película se rodó enteramente en La Habana Vieja, donde Daranas nació y aún reside. Los estudiantes del ISA, que participaron en la búsqueda de locaciones, refieren que el director les pidió apartarse de la imagen turística de esa zona de la capital.
Alejandro Pérez, director de fotografía, contó a una entrevista al diario cubano La Jiribilla que: “Era tan fuerte, tan interesante, tan dura [la historia] que le propuse [al director] no diluirnos en grandes planos generales, ni en ningún tipo de virtuosismo, sino concentrarnos en los planos medios y en los primeros planos de los actores. Trabajar la película, a nivel visual, con muchos telefotos. Quería que los fondos tuvieran una presencia, pero no se convirtieran en los protagonistas, sino que fueran los actores y la historia contada. A esta película le iba muy bien este tipo de fotografía. Es muy naturalista, con una luz muy realista.”

## Estreno
La película tuvo su estreno mundial el 4 de febrero de 2014 simultáneamente en el Cine Charles Chaplin de La Habana y en el Multicine Casablanca de Camagüey, que fue reinaugurado –así como el paseo temático del cine en el que se encuentra ubicado- con esta proyección.

## Recepción
La película tiene una puntuación de 7.2 en el sitio web FilmAffinity, con 1610 votos y de 7.6 en IMDb, con 1298 votos.
En Cuba, la recepción de la película fue muy favorable, tanto por parte de la crítica como del público. Un crítico comentó al respecto: “Con las salas de cine abarrotadas y largas filas para adquirir una entrada, el ciclo de exhibición [de Conducta] promete ser extenso y pudiera ser de mayor impacto si el país no tuviera más del 85 por ciento de sus salas clausuradas o destruidas.”
La película generó un intenso debate social, e incluso el Ministerio de Educación llegó a promover su discusión en las escuelas. En varias entrevistas, Daranas declaró que: “El sistema educacional es apenas un pretexto para hablar de problemas que son inherentes a casi todas las instituciones oficiales y no solo en Cuba. El aula de Carmela es un contrapunto al estado de las cosas –tal vez una parábola sobre una Cuba posible, un espacio donde se respetan las diferencias, donde el criterio de todos cuenta y el sentido común supera las manipulaciones del burocratismo y de la política.”
Uno de los aspectos más celebrados por la crítica nacional e internacional fueron las actuaciones, particularmente la naturalidad del casting infantil y la fuerza del joven protagonista, Armando Valdés, quien obtuvo por su actuación en Conducta premios a la Mejor Actuación Masculina en el Festival de Cine de Brasilia, el 36 Festival del Nuevo Cine Latinoamericano de La Habana, el Festival 2 Valenciennes y el Festival Internacional de Cine Fine Arts Miramar (ediciones de República Dominicana y de Puerto Rico).
Asimismo, Alina Rodríguez obtuvo, por su papel como la maestra Carmela, premios a la Mejor Actuación Femenina en el Festival de Málaga, el Festival Internacional de Cine de la India, el Havana Film Festival de Nueva York, la Mostra de Cinema Llatinoamericá de Catalunya, en el Festival Internacional de Cine Fine Arts Miramar de República Dominicana, los Premios ACE de la Asociación de Cronistas de Espectáculos de Nueva York y los Premios Nacionales de Actuación Caricato (Cuba).
Conducta tuvo un amplio recorrido por festivales de todo el mundo. En 2015, el sitio Taste of Cinema la incluyó en una lista de las 15 mejores películas latinoamericanas del siglo XXI.
Howard Feinstein, de Screen Daily, dijo: “Con una película que ha tomado a Cuba por sorpresa y que está viviendo una racha de premios internacionales, el antes documentalista Daranas, une elegantemente dos travesías que, de otra manera, podrían no coincidir de una forma tan creíble […] La recepción debería ser positiva, con elementos a su favor tales como actuaciones de primer nivel, especialmente el brillante trabajo de Daranas con los niños y un guion inventivo que compensa algunas asperezas técnicas.”
Daniel Grivel, de Ciné-Feuilles, dijo: “Excelente en su dirección de actores, con una mirada fraternal hacia sus compatriotas, Ernesto Daranas nos hace el regalo de una historia conmovedora y positiva.”
Dennis Harvey, en su reseña para Variety, dijo: “La dirección de Daranas mitiga los elementos implícitamente moralizantes y melodramáticos del guion con el empleo de un tono agradablemente mesurado y naturalista.”
Stephen Holden, de The New York Times, dijo: “Los niños, sus maestros y sus padres representan un vívido retrato de la sociedad cubana contemporánea.”
John DeFore, de Hollywood Reporter, comentó: “El guion de Daranas está suficientemente enfocado en las complicaciones diarias de la vida en Cuba, de modo que la incertidumbre sobre el destino de los personajes raramente pesa tanto como para ser percibida como un artificio de la trama; de modo similar, ninguna de las actuaciones parece estar calculada para minar la simpatía que se siente por los demás personajes. […]Si bien dispareja, la película se beneficia de su sobrio retrato de la ternura entre Chala y Carmela, quienes se cuidan el uno al otro cuando los miembros de la familia que deberían hacerlo, no pueden.”
En el año 2019, con motivo de la conmemoración de los 60 años de la fundación del Instituto Cubano del Arte e Industria Cinematográficos, la Cinemateca de Cuba convocó a una encuesta para seleccionar lo mejor de su producción. Conducta fue reconocida con el noveno escaño en la categoría de largometrajes de ficción. En la selección intervinieron 53 críticos, investigadores o periodistas nacionales; 25 cineastas o personas vinculadas al cine de la isla y 22 críticos, investigadores o periodistas extranjeros.

## Premios
Para un listado completo de los premios recibidos por Conducta, véase Listado de premios de la película Conducta (2014).
Conducta fue una película multipremiada en festivales de América Latina, el Caribe, Norteamérica, Europa y Asia. Entre los más importantes figuran los premios a la mejor película en los festivales de Málaga, Giffoni, Huelva, Bogotá, Festival del Nuevo Cine Latinoamericano, Japan’s SKIP City International D-Cinema Festival, Festival de Puna, Festival de Mérida, así como múltiples nominaciones a los premios Goya, Ariel y Platino.
Estuvo en la selección oficial del Festival de Toronto y fue la propuesta de Cuba para la 87 edición de los Premios Oscar, al igual que ocurrió seis años antes con Los dioses rotos, la ópera prima para cine de Ernesto Daranas.
Por su temática ligada a la infancia, la película obtuvo reconocimientos en algunos de los festivales internacionales más importantes y antiguos relacionados con niños y jóvenes, tales como el Premio a la Mejor Película para la Juventud y Premio del Jurado Ecuménico en el Festival Internacional para Niños y Jóvenes de Zlín, República Checa; el Premio Grifone +13 a la Mejor Película, en el Festival de Cine de Giffoni, Italia, y el Premio del Jurado Juvenil a la Mejor Película, Premio de la Federación Internacional de Críticos y Mención Especial del Jurado Profesional en el festival SCHLINGEL, en Alemania.

## Palmarés cinematográfico
17º Festival de Cine Español de Málaga
- Biznaga de Plata al mejor largometraje en la sección Territorio Latinoamericano.
- Mejor dirección: Ernesto Daranas
- Mejor actriz: Alina Rodríguez.
- El premio del público.

15º Havana Film Festival New York
- Havana Star Prize a la Mejor Película
- Premio a la Mejor Actriz: Alina Rodríguez

Premios Ariel, México 2015
- Mejor Película Latinoamericana (Mejor Película Iberoamericana) Ernesto Daranas Cuba

Festival de Cine de Bogotá 2014
- Oro Precolombino Círculo, Mejor película: Ernesto Daranas
- Premio UNICEF, Cine mejores niños: Ernesto Daranas

Premios Goya 2015
- Mejor Película Iberoamericana: Ernesto Daranas

Festival de Cine Iberoamericano de Huelva 2014
- Premio Rábida: Ernesto Daranas

Lleida Latinoamericana Film Festival 2015
- Premio del Público: Ernesto Daranas
- Mejor actriz:	Alina Rodríguez

Oslo películas del Festival del Sur 2014
- Las películas de la concesión del Sur, Mejor Rasgo: Ernesto Daranas (director)

Palm Springs International Film Festival 2015
- Nominado Premio del Público: Mejor Película Narrativa
- Nominado Premio Cine Latino

Festival de Cine Internacional de Portland 2015
- Premio del Público: Mejor Película Narrativa

Premios ACE 2015
- Premio ACE Cine - Mejor actriz: Alina Rodríguez
- Premio ACE Cine - Mejor actriz de reparto: Sílvia Águila

Premios Platino de Cine Iberoamericano 2015
- Nominado Premio Platino Mejor película iberoamericana de ficción: Cuba
- Nominado Premio Platino Mejor Director: Ernesto Daranas
- Nominado Premio Platino Mejor Guion: Ernesto Daranas
- Nominado Premio Platino Mejor Música Original: Magda Rosa Galbán, Juan Antonio Leyva
- Nominado Premio Platino Mejor Dirección de Montaje: Pedro Suárez
- Nominado Premio Platino Mejor Dirección de Arte: Erick Grass
- Nominado Premio Platino Mejor Dirección de Fotografía: Alejandro Pérez
- Nominado Premio Platino Mejor Dirección de Sonido: Juan Carlos Herrera, Osmany Olivare

Festival Latinoamericano de Cine de Quito de 2015
- Ganado: Voto del público Mejor película latinoamericana